# Lucero Lander
Lucero Lander (Cidade do México, 13 de fevereiro de 1963) é uma atriz mexicana.

## Filmografia

### Telenovelas
- La herencia (2022) .... Aurora Delgado
- La mexicana y el güero (2020) .... Piedad de la Mora de Santoyo
- Tres veces Ana (2016) .... Miranda Palacios de Campos
- Mi corazón es tuyo (2014) .... Cristina
- La tempestad (2013) .... Delfina Mata de Salazar
- Un refugio para el amor (2012) .... Dra. houser
- Una familia con suerte (2011) .... Diretora da escola
- La fuerza del destino (2011) .... Esther Domínguez de Mondragón
- Niña de mi corazón (2010) .... Eloísa
- Camaleones (2009) .... Florencia de Santoscoy
- En nombre del amor (2008) .... Inés Cortazar
- Muchachitas como tú (2007) .... Esperanza Fernández
- Alborada (2005) .... Sor Teresa de Lara Montemayor y Robles
- Contra viento y marea (2005) .... Inés Soler
- Rebelde (2004) .... Dra. Reyes
- Corazones al límite (2004) .... Julieta
- Amy, la niña de la mochila azul (2003) .... Perla de Granados
- Clase 406 (2002-2003) .... Dora del Moral
- El juego de la vida (2001) .... Lucía Alvarez
- Mujer bonita (2001) .... Dra. Garibay
- Primer amor... a mil x hora (2000) .... Inés
- Tres mujeres (1999) .... Genoveva
- Mi pequeña traviesa (1997)
- Amada enemiga (1997) .... Alicia
- Luz Clarita (1996) .... Sor Caridad
- Imperio de cristal (1994) .... Diana Almeida
- Marimar (1994) .... Lic. Elena Zavala
- Entre la vida y la muerte (1993) .... Paloma del Valle
- María Mercedes (1992) .... Karin
- Atrapada (1991) .... Elisa Pizarro
- Cuando llega el amor (1990) .... Ángela Ramírez
- Mi segunda madre (1989) .... Lucía
- Quinceañera (1987) .... Alicia
- Marionetas (1986) .... Mariana
- Cicatrices del alma (1986) .... Susana
- Esperándote (1985) .... Martha
- Cuando los hijos se van (1983) .... Lolita
- Déjame vivir (1982) .... Gilda
- Chispita (1982) .... Dora

### Séries
- Como dice el dicho (2015) .... Claudia
- Terminales (2008)
- Mujeres asesinas (2008) .... Cecilia (episodio "Claudia, cuchillera")
- La rosa de Guadalupe (2008-2015)
- La manzana Envenenada (2012) .... Berta
- Dialogos del Corazon (2012) .... Dolores
- XHDRVZ (2002) .... Mãe de Chorona
- Mujer, casos de la vida real (1994-2006)
- ¿Qué nos pasa? (1998)